# アメージング・ハイウェイ60
『アメージング・ハイウェイ60』（Interstate 60: Episodes of the Road）は、2001年に製作されたファンタジーコメディ映画である。

## 概要
マイケル・J・フォックス主演で大ヒットした『バック・トゥ・ザ・フューチャー』において脚本を担当したボブ・ゲイルがメガホンを取った本作。ある青年が願いを叶えるという不思議な力を持つ男と出会ったことからユニークな旅に出るというシンプルなロードムービーであるが、ところどころにブラックユーモアなどが散りばめられていたり、誰もが抱く将来への不安や人生の壁などについても触れられており、深みのある一風変わった作品に仕上がっている。出演するキャストにおいても、『バック～』でお馴染みのマイケル・J・フォックスやクリストファー・ロイドも脇役として顔を見せている。その他にも、ジェームズ・マースデンをはじめ、個性派俳優のゲイリー・オールドマンやクリス・クーパー、カート・ラッセルなど豪華なキャストが参加している。
日本では劇場未公開でDVDリリースのみとなった。

## ストーリー
22歳の誕生日を迎えた主人公ニール。彼は父がお膳立てしてくれた有名法律学校入学の根回しや、その先に待っている未来に対して大いなる疑問を抱いていた。そんな彼の前に、なんでも一つだけ願い事を叶えてくれるという不思議な男、O.W.（ワン・ウィッシュ).グラントが現れる。グラントは常に持っている猿をかたどったパイプで人間の願い事をいとも簡単に叶えることが出来るのだ。将来に対して不安を抱くニールのユニークな願い事もグラントは聞き入れる。一方、あることをお願いしたニールには次々と不思議なことが起こり始めていた。
ある時、広告看板のモデルの美女リンに恋をしたニールは、早速その看板が提示する電話番号に電話を入れる。するとそれはアルバイト募集の番号だった。指定された日時に指定された場所へ行ってみると、そこには以前出会ったことのある一風変った男レイが待っていた。レイは、一つの小包をニールに渡すと、日時を指定してそれを彼に配達するよう要請する。血判まで押して契約を結んだニールは、いざその小包を片手に父から誕生日にプレゼントされた高級外車で存在しない“州間道60号”へと旅立つのだった。

## キャスト
※括弧内は日本語吹替
- ニール・オリヴァー - ジェームズ・マースデン（草尾毅）
- O.W. グラント - ゲイリー・オールドマン（山野井仁）
- リン・リンデン - エイミー・スマート（MAI）
- ボブ・コーディ - クリス・クーパー（チョー）
- レイ - クリストファー・ロイド（仲野裕）
- ベイカー - マイケル・J・フォックス（飯島肇）
- アイヴス - カート・ラッセル（新垣樽助）
- ジェームズ夫人 - アン＝マーグレット

## スタッフ
- 監督：ボブ・ゲイル
- 脚本：ボブ・ゲイル
- 製作：ピーター・ブレイ、ニール・キャントン、アイラ・デューチマン
- 音楽：クリストフ・ベック
- 撮影：デニス・マロニー
- 編集：マイケル・ファラボリータ